# Mao Ichiyama
Mao Ichiyama (一山麻緒, Ichiyama Mao) est une athlète japonaise spécialiste des courses de fond, née le 29 mai 1997 à Izumi, dans la préfecture de Kagoshima.

## Biographie
Mao Ichiyama est née le 29 mai 1997 à Izumi, au sud de l’île japonaise de Kyūshū,.
Le 8 mars 2020, elle remporte le Marathon de Nagoya en 2 h 20 min 29 s, la quatrième performance japonaise de l’histoire derrière celles de Mizuki Noguchi, Yoko Shibui et Naoko Takahashi. Ce chrono, le plus rapide réalisé par une japonaise à domicile lui permet également de décrocher la 3e place de l’équipe japonaise pour le marathon des Jeux olympiques d’été de 2020 à Tokyo.
Le 31 janvier 2021, elle remporte la quarantième édition du Marathon d’Osaka, privé des coureuses étrangères mais dans un temps de record pour la compétition de 2 h 21 min 11 s,.  
Le 6 mai 2021, elle remporte en 1 h 8 min 28 s le semi-marathon organisé dans le parc Ōdōri de Sapporo pour tester le site olympique en présence de coureurs étrangers et de public,.
Le 7 août 2021, elle termine 8e du marathon féminin aux Jeux olympiques d'été de 2020 à Tokyo en 2 h 30 min 13 s.